# 폴 캔델
폴 캔델(Paul Kandel, 1951년 2월 15일 ~ )은 미국의 성우, 배우, 가수, 연극 배우이다.
퀸스에서 태어났다.

## 영화
- 노틀담의 곱추 2 (2001년)
- 샐리 헤밍즈 어메리컨 스캔들 (2000년)
- 꼬마 생쥐의 캐롤 여행 (1998년)
- 노틀담의 꼽추 (1996년) - 크로핀 목소리 역
- 풀 문 하이 (1981년)